# Casa de remolienda
Casa de remolienda és una pel·lícula xilena de 2007 dirigida per Joaquín Eyzaguirre i escrita per Gonzalo San Martín i Cynthia Rimsky. El film està basat en l'obra dramàtica La remolienda d'Alejandro Sieveking. El repartiment és encapçalat per Amparo Noguera, Daniel Muñoz, Paulina García, Alfredo Castro i Tamara Acosta.

## Sinopsi
La història està situada en un poble al sud de Xile en els anys 1950. Una dona pagesa anomenada Nicolasa (Amparo Noguera), recentment vídua, decideix baixar al poble a casar als seus tres fills. Al poble viu la seva germana, Rebeca (Paulina García), a qui no veu fa 20 anys. Aquesta última té una casa de remolta, cosa que Nicolasa desconeix. Rebeca té tres prostitutes joves a les quals decideix vestir de senyoretes que allotgen en aquesta suposada pensió. Al poble estan instal·lant la llum elèctrica, evident símbol del progrés i l'enginyer que ve a càrrec és Renato (Alfredo Castro), un vell amor de Rebeca, a qui va abandonar fa 20 anys.

## Repartiment
- Amparo Noguera - Nicolasa.
- Paulina García - Rebeca.
- Tamara Acosta - María Mercedes "La Ronca".
- Daniela Lhorente - Yola.
- Luz Valdivieso - Isaura.
- Francisca Eyzaguirre - Chepa.
- Daniel Muñoz - Valentín.
- Alfredo Castro - Renato.
- Luis Gnecco - Mauricio Valdebenito.
- Claudio Arredondo - Óscar Badilla.
- Claudio Valenzuela - "Remolacha" Sanhueza.
- Álvaro Espinoza - Graciano Morales.
- Andrés Eyzaguirre - Nicolás Morales.
- Luis Bravo - Gilberto Morales.

## Publicidad
La campaña publicitaria del filme fue dirigida por el diseñador chileno Ricardo Villavicencio y el creativo Gonzalo Albornoz.